# Agromyza papuensis
Agromyza papuensis är en tvåvingeart som beskrevs av Mitsuhiro Sasakawa 1963. Agromyza papuensis ingår i släktet Agromyza och familjen minerarflugor. Inga underarter finns listade i Catalogue of Life.